# Bendorf (Haut-Rhin)
Bendorf település Franciaországban, Haut-Rhin megyében. Lakosainak száma 251 fő (2022. január 1.). Bendorf Vieux-Ferrette, Ferrette, Ligsdorf, Winkel, Durlinsdorf, Kœstlach és Mœrnach községekkel határos.

## Népesség
A település népességének változása:
| Lakosok száma | 217  | 208  | 213  | 216  | 226  | 236  | 245  | 248  | 251  |
|               | 2013 | 2015 | 2016 | 2017 | 2018 | 2019 | 2020 | 2021 | 2022 |